# Andrena statusa
Andrena statusa är en biart som beskrevs av Gusenleitner 1998. Andrena statusa ingår i släktet sandbin, och familjen grävbin. Inga underarter finns listade i Catalogue of Life.